# Antoni Peña
Antoni Peña Pico (Felanitx, 26 augustus 1970) is een Spaans voormalig atleet, die was gespecialiseerd in de lange afstand. Hij werd Spaans kampioen op de 30 km, halve marathon (driemaal) en de marathon.

## Carrière
Zijn eerste succes boekte Peña in 1991 met het winnen van het Spaans kampioenschap op de 30 km. Nadat hij eerder enkele Spaanse marathons had gewonnen, werd hij in 2000 tweede in de marathon van Berlijn op slechts vijf seconden van winnaar Simon Biwott. Datzelfde jaar eindigde hij ook op de vijfde plaats in de marathon van Rotterdam. In 2001 won hij de marathon van Otsu in een persoonlijke recordtijd van 2:07.34. Bij de wereldkampioenschappen van 2001 eindigde hij als 24e met een tijd van 2:23.29.
In 2004 nam Peña deel aan de Olympische Spelen in Athene. Hij kwam uit op de olympische marathon, waar hij als achttiende eindigde in 2:16.38.

## Titels
- Spaans kampioen marathon - 1997
- Spaans kampioen halve marathon - 2000, 2001, 2005
- Spaans kampioen 30 km - 1991

## Persoonlijke records
Baan
| Onderdeel | Prestatie | Datum       | Plaats    |
| --------- | --------- | ----------- | --------- |
| 5000 m    | 13.52,7   |             |           |
| 10.000 m  | 28.02,01  | 8 juli 2000 | Barakaldo |

Weg
| Onderdeel      | Prestatie | Datum             | Plaats]       |
| -------------- | --------- | ----------------- | ------------- |
| halve marathon | 1:01.48   | 20 september 1992 | South Shields |
| marathon       | 2:07.34   | 4 maart 2001      | Otsu          |

## Palmares

### 10.000 m
- 1998:  Tolosa Meeting - 28.53,21

### 10 km
- 2001: 6e San Silvestre Vallecana in Madrid - 29.09

### halve marathon
- 1992:  Spaanse kamp. in Madrid - 1:05.00
- 1992: 12e WK - 1:01.48
- 1993: 33e WK - 1:02.55
- 1994:  halve marathon van Palma de Mallorca - 1:05.07
- 1995:  halve marathon van Palma de Mallorca - 1:03.00
- 1996:  halve marathon van Palma de Mallorca - 1:02.38
- 1997: 4e Spaanse kamp. in Malaga - 1:04.19
- 1997: 30e WK - 1:02.15
- 1999: 7e halve marathon van Logroño - 1:04.41
- 1999: 4e halve marathon van Pinoso - 1:05.42
- 2000:  Spaanse kamp. in Zamora - 1:03.14 (1e overall)
- 2000:  halve marathon van Logroño - 1:03.45
- 2000: 4e halve marathon van Azpeitia - 1:03.19
- 2000: 30e WK - 1:07.11
- 2001:  Spaanse kamp. in Arona - 1:04.51 (1e overall)
- 2001:  halve marathon van Gavá - 1:03.35
- 2001: 4e halve marathon van Logroño - 1:04.56
- 2002: 45e WK - 1:04.24
- 2002: 22e WK - 1:03.52
- 2003:  halve marathon van Gavá - 1:03.15
- 2003: 9e halve marathon van Setubal - 1:06.00
- 2003: 4e halve marathon van Pamplona - 1:06.15
- 2004:  halve marathon van Logroño - 1:04.05
- 2005:  Spaanse kamp. in Zaragoza - 1:02.38 (1e overall)
- 2006: 6e halve marathon van Almeria - 1:08.21
- 2006: 7e halve marathon van Logroño - 1:09.06

### 30 km
- 1991:  Spaanse kamp. - 1:34.50

### marathon
- 1992:  marathon van San Sebastian - 2:11.35
- 1993: 19e Wereldbeker in San Sebastian - 2:13.06
- 1994: 32e EK in Helsinki - 2:17.19
- 1995: 12e marathon van New York - 2:13.39
- 1997:  Spaanse kamp. in Langreo - 2:10.49 (1e overall)
- 1998: 6e EK in Boedapest - 2:13.53
- 1999:  marathon van Calvia (Mallorca) - 2:15.19
- 2000:  marathon van Berlijn - 2:07.47
- 2000: 5e marathon van Rotterdam - 2:08.59
- 2001: 24e WK in Edmonton - 2:23.29
- 2001:  marathon van Otsu - 2:07.34
- 2002: 14e marathon van Otsu - 2:13.01
- 2002: 4e marathon van Amsterdam - 2:08.08
- 2003:  marathon van Otsu - 2:07.59
- 2003: 4e marathon van Fukuoka - 2:08.10
- 2004: 6e marathon van Xiamen - 2:13.17
- 2004: 18e OS in Athene - 2:16.38
- 2005: 12e marathon van Londen - 2:14.31
- 2005: 20e marathon van New York - 2:20.40